# Parafia Chrystusa Króla w Suliszewie
Parafia pw. Chrystusa Króla w Suliszewie - parafia należąca do dekanatu Drawsko Pomorskie, diecezji koszalińsko-kołobrzeskiej, metropolii szczecińsko-kamieńskiej. Została utworzona 15 września 1981. Siedziba parafii mieści się pod numerem 71.

## Kościół parafialny
Kościół parafialny pw. Chrystusa Króla został zbudowany w XVIII wieku jako bezstylowy, przebudowany w XX wieku, poświęcony w 1946. 

## Kościoły filialne i kaplice
- Kościół pw. św. Stanisława Kostki w Dalewie
- Kościół pw. św. Barbary w Gudowie
- Kościół pw. św. Józefa Oblubieńca Najświętszej Maryi Panny w Kosobudach
- Kościół pw. św. Ignacego Loyoli w Linownie